# Pranchita
Pranchita is een gemeente in de Braziliaanse deelstaat Paraná. De gemeente telt 5.885 inwoners (schatting 2009).

## Aangrenzende gemeenten
De gemeente grenst aan Ampére, Bela Vista da Caroba, Pérola d'Oeste en Santo Antônio do Sudoeste.

### Landsgrens
En met als landsgrens aan de gemeente San Antonio in het departement General Manuel Belgrano in de provincie Misiones met het buurland Argentinië.